# Gagok-myeon, Samcheok
Gagok-myeon (koreanska: 가곡면) är en socken i kommunen Samcheok i  provinsen Gangwon i den nordöstra delen av Sydkorea,  200 km öster om huvudstaden Seoul.